# Stypiura
Stypiura is een geslacht van vliesvleugeligen uit de familie bronswespen (Chalcididae). De wetenschappelijke naam van dit geslacht is voor het eerst geldig gepubliceerd in 1883 door Kirby.

## Soorten
Het geslacht Stypiura omvat de volgende soorten:
- Stypiura basalis (Walker, 1862)
- Stypiura batesii (Kirby, 1883)
- Stypiura caudata (Guérin-Méneville, 1844)
- Stypiura condalus (Walker, 1841)
- Stypiura dentipes (Fabricius, 1804)
- Stypiura dircennae (Bertoni, 1926)
- Stypiura rufiventris (Sichel, 1866)
- Stypiura serripes (Fabricius, 1804)